# Dom Wychowania Dziecka w Kole

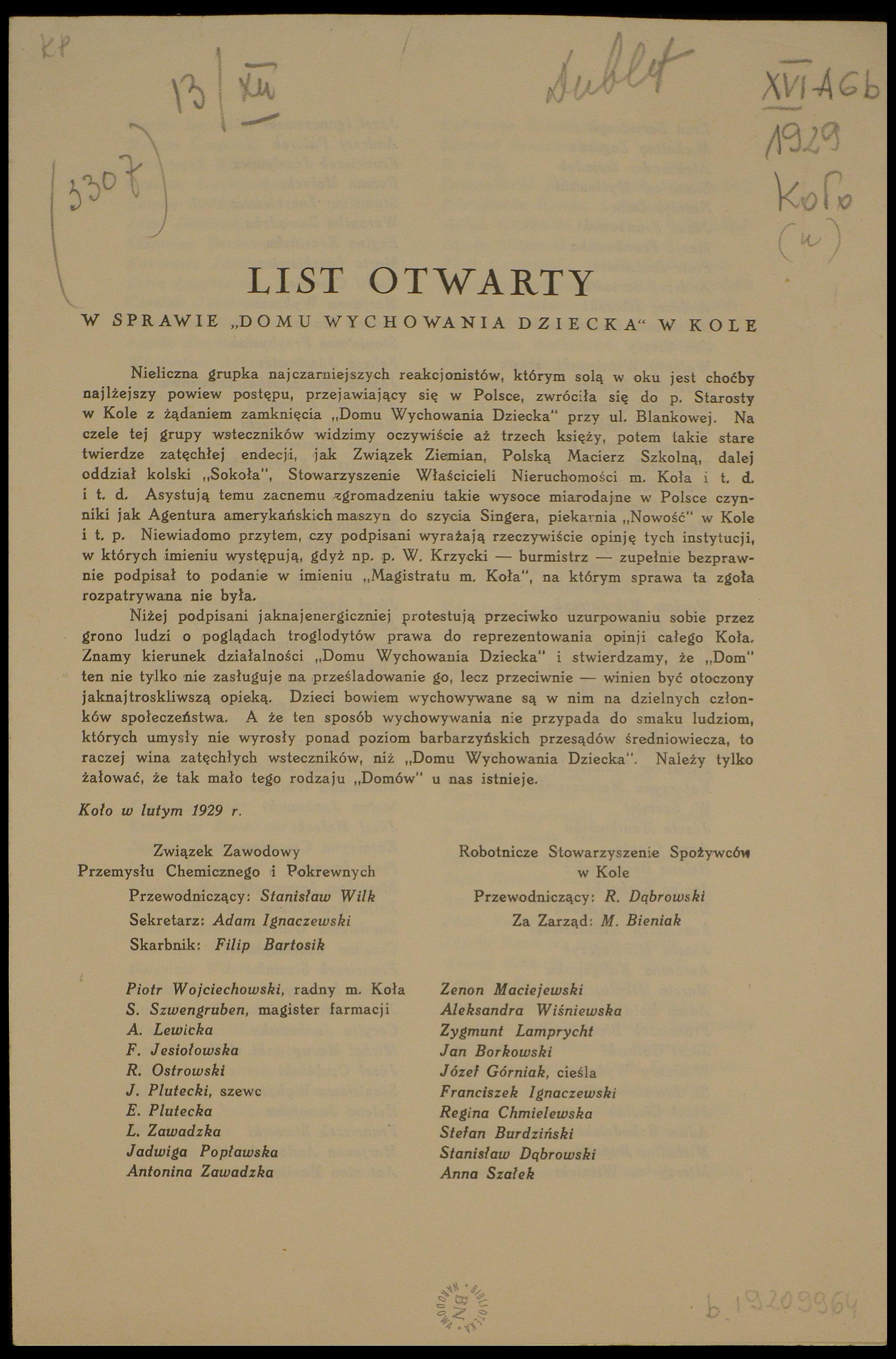
List otwarty w sprawie Domu Wychowania Dziecka z lutego 1929 roku, podpisany m.in. przez Stanisława Wilka i Piotra Wojciechowskiego

Dom Wychowania Dziecka w Kole – działająca w latach 1927–1930 placówka opiekuńczo–wychowawcza, powstała pod patronatem Komunistycznej Partii Polski i Czerwonej Pomocy w Polsce. Siedziba placówki mieściła się przy ulicy Blankowej 10 (dzisiejsza ulica Ogrodowa) w Kole.

## Historia
Dom Wychowania Dziecka w Kole powstał w 1927 z inicjatywy i środków finansowych Czerwonej Pomocy w Polsce. Dom był utrzymywany przez Spółdzielnię Szkolną – „Wychowanie Dziecka” z siedzibą w Warszawie.
Oficjalne otwarcie placówki odbyło się 1 grudnia 1927, jednak z relacji byłych wychowanków wynika, że część z nich przybyła do Koła już w lato 1927, lub nawet rok wcześniej. W grudniu 1927 roku osiągnięto pełny stan osobowy placówki, wynoszący 35 dzieci, wtedy też placówkę zgłoszono miejscowym władzom oświatowym.
Dom mieścił się przy ulicy Blankowej 10 (dzisiejsza ulica Ogrodowa 10, pełni funkcję siedziby zboru Kościoła Bożego w Chrystusie). Składał się z 6 izb mieszkalnych oraz zaplecza gospodarczego, do domu przylegał ogród owocowy, plac zabaw i boisko do piłki siatkowej. Dom posiadał też kanalizację, bieżącą wodę i centralne ogrzewanie. Prawnym właścicielem całego obiektu był Piotr Wojciechowski, był on też reprezentantem i rzecznikiem Spółdzielni Szkolnej, w której imieniu przekazywał placówce potrzebne środki finansowe.
Już na początku 1928 roku władze Koła i Policja Państwowa były bardzo zainteresowane działalnością placówki. Radni Rady Miejskiej w Kole oskarżali prowadzących placówkę o indoktrynację dzieci, wpajanie im nienawiści oraz przygotowywanie do działalności wywrotowej. Na żądanie radnych miejskich i Sejmiku Powiatowego, 15 stycznia 1929 roku w placówce miała miejsce nadzwyczajna wizytacja miejscowego inspektora szkolnego, który jednak nie stwierdził w Domu żadnych uchybień i nieprawidłowości. W 1929 część mieszkańców Koła wniosła petycję do starosty kolskiego o zlikwidowanie lub zreformowanie Domu Wychowania Dziecka.
W kwietniu 1929 inspektor szkolny w porozumieniu ze starostą kolskim wydał nakaz zamknięcia sali zajęć i zabaw w placówce, która została następnie opieczętowana przez policję. Jednakże na skutek interwencji Spółdzielni nakazano zdjęcie pieczęci i ponowne otwarcie sali. Na przełomie 1929 i 1930 Kuratorium Okręgu Szkolnego Łódzkiego nakazało kolskiemu inspektorowi dyskretnie zbadać sprawę Domu Wychowania Dziecka, tym razem jednak w sprawozdaniu z wizytacji inspektor pisał, że dzieci wychowywane są w duchu antyreligijnym i antypaństwowym, a działalność placówki jest szkodliwa dla państwa.
Według działaczy bezpośrednim powodem zamknięcia placówki była zorganizowana w sierpniu 1930 wycieczka wychowanków do Płocka (gdzie przebywał w więzieniu ojciec jednego z wychowanków, a kierowniczka zorganizowała dla niego widzenie z synem). Po powrocie do Koła autokaru z dziećmi, przed Domem zastano policjantów i urzędników z kolskiego magistratu. Policjanci nakazali dzieciom przesiadkę do drugiego, oczekującego na nie autokaru i oświadczono im, że Dom Wychowania Dziecka w Kole przestaje istnieć, a one trafić mają do sierocińca w Liskowie. Starsze dzieci, niechcące słuchać nakazów policji, próbowały uciekać. Na skutek protestów personelu placówki udało się uzyskać od policjantów zgodę na to, żeby dzieci spędziły noc w Kole, a wyjazd nastąpił następnego dnia, dzieciom nie pozwolono jednak zabrać swoich rzeczy i przyborów szkolnych. W wyjeździe nie towarzyszyły dzieciom opiekunki z Domu Wychowania Dziecka, ale sami policjanci i urzędnicy.
Według lokalnych mediów decyzję o likwidacji placówki wydała Rada Miejska w Kole, nie zachowały się jednak żadne dokumenty z posiedzenia, na którym ta decyzja zapadła. Po zamknięciu placówki w Kole władze Spółdzielni Szkolnej próbowały jeszcze zorganizować petycję do władz, w której wyrażano protest wobec zamknięcia Domu, apel pozostał jednak bez odpowiedzi władz. Dzieci przewiezione do sierocińca w Liskowie nie pozostały tam jednak na długo, jeśli nie zostały one odebrane po kilkunastu dniach przez rodziców, to staraniem Spółdzielni trafiły one do rodzin zastępczych lub do domów prowadzonych przez Janusza Korczaka.
W 1945 w budynku dawnego Domu Wychowania Dziecka uruchomiono przedszkole miejskie (od lat 50. Przedszkole Miejskie nr 2 im. Piotra Wojciechowskiego). W okresie Polskiej Rzeczypospolitej Ludowej na temat placówki zrealizowano dwie audycje telewizyjne.

## Wychowankowie
Wychowankami Domu były dzieci działaczy politycznych (głównie działaczy KPP), których rodzice odbywali kary więzienia. W placówce przebywały dzieci z różnych stron Polski, jednak najliczniejszą grupę stanowiły dzieci z Warszawy i Czerwonego Zagłębia. Rozpiętość wieku była stosunkowo dużo, w Domu mieszkały zarówno dzieci w wieku przedszkolnym i te kończące szkołę podstawową.
Pod względem pochodzenia były to głównie dzieci z polskich i żydowskich rodzin robotniczych, chociaż przebywały tam też dzieci narodowości rosyjskiej.

## Personel
W Domu stale zatrudnione były dwie wychowawczynie, kierowniczka oraz kucharka i dozorca. Pierwszą kierowniczką była Florentyna Wejnerowiczówna (do maja 1928), następnie Leokadia Jankowska (do marca 1929) oraz Irena Nowakówna (do sierpnia 1930).
Przez cały okres istnienia Domu wychowawczynią była Władysława Peciakówna, działaczka KPP, aresztowana i więziona za rządów sanacji.